# Next Generation ATP Finals 2023
De Next Generation ATP Finals 2023 was de zesde editie van het gelijknamige tennistoernooi en vond plaats van 28 november tot en met 2 december. Deelname was beperkt tot tennissers geboren in 2002 en later. De beste jonge tennissers van de ATP Ranglijst waren automatisch geplaatst en aangevuld met een wildcard.
Het toernooi werd gespeeld op de terreinen van het Koning Abdoellah Sportstad in Jeddah. Dit was eerste ATP-toernooi georganiseerd in Saoedi-Arabië.

## Deelnemers en prijzengeld

### Deelnemers
De acht geplaatste spelers:
| Nr.   | Speler            | Resultaat    |
| ----- | ----------------- | ------------ |
| 1.    | Arthur Fils       | Finale       |
| 2.    | Luca Van Assche   | Halve finale |
| 3.    | Dominic Stricker  | Halve finale |
| 4.    | Alex Michelsen    | Groepsfase   |
| 5.    | Flavio Cobolli    | Groepsfase   |
| 6.    | Hamad Medjedovic  | Winnaar      |
| 7.    | Luca Nardi        | Groepsfase   |
| 8./WC | Abdullah Shelbayh | Groepsfase   |

### Prijzengeld
| Resultaat                    | Prijzengeld    |
| ---------------------------- | -------------- |
| winnaar zonder nederlaag     | $ 514.000      |
| winnaar                      | $ 266.500 + GF |
| finale                       | $ 113.500 + GF |
| groepsfase (per overwinning) | $ 32.500       |
| deelnemers                   | $ 150.000      |
| vervangers                   | $ 15.000       |

De top vier van de plaatsingsranglijst lieten verstek gaan. De Spanjaard Carlos Alcaraz en Deen Holger Rune vanwege hun deelname aan de ATP Finals. De Amerikaan Ben Shelton en Italiaan Lorenzo Musetti vanwege andere redenen.

## Toernooischema
| Legenda | Legenda                  |
| ------- | ------------------------ |
| Q       | Qualifier                |
| WC      | Deelname via wildcard    |
| LL      | Lucky Loser              |
| r       | Opgave / trok zich terug |
| w/o     | Walk-over                |
| Alt     | Alternate                |
| SE      | Special Exempt           |
| PR      | Protected Ranking        |
| d       | Diskwalificatie          |

### Groepsfase

#### Groene groep
|                  |                  | score                            |
| ---------------- | ---------------- | -------------------------------- |
| Arthur Fils      | Luca Nardi       | 2-4, 4-3(6), 4-2, 1-4, 4-2       |
| Flavio Cobolli   | Dominic Stricker | 4-2, 3-4(7), 4-1, 4-2            |
| Arthur Fils      | Flavio Cobolli   | 4-1, 4-2, 4-2                    |
| Dominic Stricker | Luca Nardi       | 4-1, 4-1, 4-2                    |
| Arthur Fils      | Dominic Stricker | 4-2, 3-4(3), 4-2, 4-3(5)         |
| Luca Nardi       | Flavio Cobolli   | 3-4(4), 4-2, 4-3(1), 1-4, 4-3(3) |

| Nr. | Speler           | Wedstrijd w-v | Sets w-v | Games w-v |
| --- | ---------------- | ------------- | -------- | --------- |
| 1   | Arthur Fils      | 3-0           | 9-3      | 42-31     |
| 2   | Dominic Stricker | 1-2           | 5-6      | 32-34     |
| 3   | Flavio Cobolli   | 1-2           | 5-7      | 36-37     |
| 4   | Luca Nardi       | 1-2           | 5-8      | 35-43     |

- rangschikking gebaseerd op A gewonnen wedstrijden, B percentage gewonnen sets

#### Rode groep
|                   |                   | score                               |
| ----------------- | ----------------- | ----------------------------------- |
| Luca Van Assche   | Abdullah Shelbayh | 4-3(5), 3-4(5), 4-1, 4-1            |
| Hamad Medjedovic  | Alex Michelsen    | 4-2, 4-3(3), 3-4(3), 3-4(5), 4-3(4) |
| Hamad Medjedovic  | Luca Van Assche   | 4-2, 2-4, 4-3(7), 4-1               |
| Abdullah Shelbayh | Alex Michelsen    | 4-2, 1-4, 4-0, 4-0                  |
| Luca Van Assche   | Alex Michelsen    | 4-3(0), 3-4(4), 3-4(4), 4-1, 4-3(6) |
| Hamad Medjedovic  | Abdullah Shelbayh | 3-4(6), 4-2, 4-3(5), 4-2            |

| Nr. | Speler            | Wedstrijd w-v | Sets w-v | Games w-v |
| --- | ----------------- | ------------- | -------- | --------- |
| 1   | Hamad Medjedovic  | 3-0           | 9-4      | 47-37     |
| 2   | Luca Van Assche   | 2-1           | 7-6      | 43-38     |
| 3   | Abdullah Shelbayh | 1-2           | 5-7      | 33-36     |
| 4   | Alex Michelsen    | 0-3           | 5-9      | 39-49     |

### Eindfase
|  | Halve finale | Halve finale     | Halve finale     | Halve finale | Halve finale | Halve finale | Halve finale |   |                  | Finale | Finale | Finale | Finale | Finale | Finale | Finale |
|  |              |                  |                  |              |              |              |              |   |                  |        |        |        |        |        |        |        |
|  | 1            | Arthur Fils      | 2                | 4            | 47           | 48           |              |   |                  |        |        |        |        |        |        |        |
|  | 2            | Luca Van Assche  | 4                | 1            | 31           | 36           |              |   |                  |        |        |        |        |        |        |        |
|  | 2            | Luca Van Assche  | 4                | 1            | 31           | 36           |              | 1 | Arthur Fils      | 48     | 1      | 2      | 411    | 1      |        |        |
|  |              |                  |                  |              |              |              |              | 1 | Arthur Fils      | 48     | 1      | 2      | 411    | 1      |        |        |
|  |              | 6                | Hamad Medjedovic | 36           | 4            | 4            | 39           | 4 |                  |        |        |        |        |        |        |        |
|  | 6            | 6                | Hamad Medjedovic | 36           | 4            | 4            | 39           | 4 | Hamad Medjedovic | 47     | 2      |        |        |        |        |        |
|  | 6            |                  |                  |              |              |              |              |   | Hamad Medjedovic | 47     | 2      |        |        |        |        |        |
|  | 3            | Dominic Stricker | 35               | 1r           |              |              |              |   |                  |        |        |        |        |        |        |        |